# Emma Reinagel
Emma Reinagel (* 2. Hälfte des 20. Jahrhunderts in St. Louis, Missouri) ist eine US-amerikanische Schauspielerin.

## Leben
Reinagel wurde in St. Louis geboren, wo sie auch aufwuchs. Sie erlangte ihren Bachelor of Fine Arts in Schauspiel an der Missouri State University. Als Filmschauspielerin debütierte sie in einer größeren Rolle im von EU Films produzierten Film While the World Slept. In den nächsten Jahren wirkte sie in Kurzfilmen und kleineren Spielfilmproduktionen mit. 2023 spielte sie die weibliche Hauptrolle der Ashlyn Vanderbilt im Liebesfilm Cinderella in the Caribbean. Der Film wurde als Video-on-Demand unter anderen über Prime Video vertrieben. Im selben Jahr stellte sie die Rolle der Chloe Hanes im Katastrophenfilm Arctic Armageddon dar. 2024 erhielt sie die Rolle der Kelly Reynolds im Actionfilm Prepare to Die und die Rolle der Elisabeta im Horrorfilm Monster Mash. Im selben Jahr verkörperte sie die weibliche Hauptrolle der Hadley Briggs im Horrorfilm Happy Halloween, der unter anderen am 23. Juni 2024 auf dem GASP! Horror Film Festival und am 22. August 2024 auf dem FrightFest gezeigt wurde.

## Filmografie (Auswahl)
- 2019: While the World Slept
- 2020: The Entertainment (Kurzfilm)
- 2021: Castleway Road (Kurzfilm)
- 2021: Inheritance
- 2023: Transformation
- 2023: The Exorcists – Die Hölle öffnet ihre Pforten (The Exorcists)
- 2023: The Electro-Rocker (Kurzfilm)
- 2023: Cinderella in the Caribbean
- 2023: Arctic Armageddon
- 2023: After divorced, I took over the wealthy family (Miniserie, 13 Episoden)
- 2023: Vision (Kurzfilm)
- 2024: Prepare to Die
- 2024: Monster Mash
- 2024: My Secret with Country Boys (Miniserie)
- 2024: Happy Halloween
- 2024: Quadrant
- 2024: Quadrant – Noir Version
- 2024: Free Spirit (Kurzfilm)
- 2024: Gladiators – Zurück in der Arena (Gladiators)
- 2025: Forever Begins Now (Miniserie)
- 2025: The Hot CEO Rejected 500 Ladies for Me (Miniserie)
- 2025: Trashy (Kurzfilm)
- 2025: Connection

## Theater (Auswahl)
- She Kills Monsters, Regie: Sarah Wiggin, Missouri State University
- Working: A Musical, Regie: Lisa Brescia, Missouri State University
- These Shining Lives, Regie: Sarah Wiggin, Missouri State University
- The Wolves
- Seussical: The Musical, Regie: Dianne Mueller, Christ Memorial Productions
- Meet Me in St. Louis, Regie: Dianne Mueller, Christ Memorial Productions